# 1794
1794 (MDCCXCIV) a fost un an obișnuit al calendarului gregorian, care a început într-o zi de marți.

## Evenimente

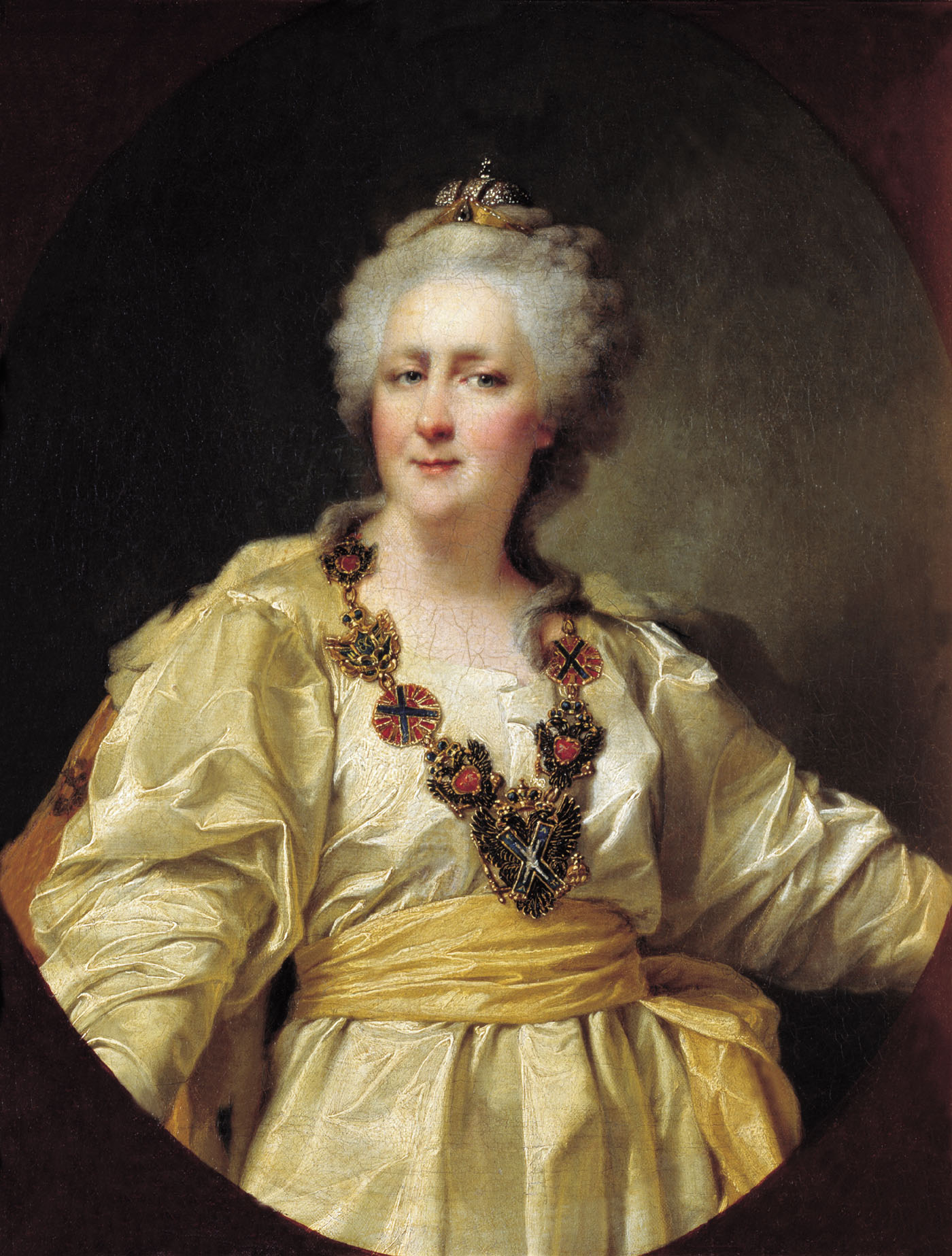
Portretul Ecaterinei a II-a de Dmitry Levitzky, 1794

- 4 februarie: Republica Franceză abolește sclavia.
- 8 mai: Acuzat de trădare în timpul dominației revoluționarilor, chimistul francez Antoine Lavoisier, care colecta impozite pentru Ferme Générale, a fost judecat, condamnat și ghilotinat într-o singură zi, la Paris.

### Nedatate
- Cafeaua este interzisă prin decret regal în Suedia.

## Nașteri
- 15 februarie: Alexandru Sterca-Șuluțiu, mitropolit al Bisericii Române Unite cu Roma (d. 1867)
- 5 martie: Benjamin Guy Babington, medic englez, inventatorul laringoscopului (d. 1866)
- 10 martie: Infantele Francisco de Paula al Spaniei (d. 1865)
- 24 aprilie: Mihail Sturdza, domnitor al Moldovei (d. 1884)
- 27 mai: Cornelius Vanderbilt, magnat american din căile ferate și navale (d. 1877)
- 1 august: Vasile Erdeli, episcop român (d. 1862)
- 16 noiembrie: Johann Baptist Coronini-Cronberg, comandant militar austriac (d. 1880)

### Nedatate
- Barbu Paris Mumuleanu, poet român (d. 1836)

## Decese
- 5 aprilie: Georges Jacques Danton, 34 ani, avocat, unul dintre conducătorii Revoluției franceze (n. 1759)
- 8 mai: Antoine Lavoisier (n. Antoine Laurent de Lavoisier), 50 ani, chimist francez (n. 1743)
- 27 iunie: Wenzel Anton von Kaunitz, 83 ani, politician austriac (n. 1711)
- 28 iulie: Maximilien Robespierre, 36 ani, om politic, unul dintre cei mai[formulare evazivă] cunoscuți lideri ai revoluției franceze (n. 1758)